# San Diego (estación de TransMilenio)
La estación sencilla San Diego forma parte del sistema de transporte masivo de Bogotá, TransMilenio, inaugurado en el año 2000.

## Ubicación
Está ubicada en el centro de la ciudad, sobre la Avenida Fernando Mazuera entre calles 23 y 25. Se accede a ella mediante un cruce semaforizado ubicado sobre la Calle 23, y por una entrada compuesta de un túnel subterráneo ubicada sobre la Calle 25.
Atiende la demanda de los barrios San Diego (al cual debe su nombre), La Alameda, Las Nieves y sus alrededores.
En sus cercanías están la Parroquia de San Diego, la Torre Colpatria, el MAMBO (Museo de Arte Moderno de Bogotá), la Plazoleta La Rebeca, el Hotel Tequendama, el Teatro Jorge Eliécer Gaitán, el Edificio Seguros Tequendama, el Edificio Fonade y el Parque de la Independencia.

## Origen del nombre
La estación recibe su nombre por el barrio que se encuentra a escasos metros de la estación.

## Historia
Esta estación hace parte de la Fase III de TransMilenio que empezó a construirse a finales de 2009 y, después de varias demoras relacionadas con casos de corrupción, fue entregada a mediados de 2012.
Durante el Paro nacional de 2021, la estación sufrió diversos ataques que afectaron de forma considerable las puertas de vidrio y demás infraestructura de la estación, razón por la cual se encontró inoperativa.

## Servicios de la estación

### Servicios troncales
| Tipo                                | Rutas al Norte | Rutas al Sur | Rutas al Occidente |
| ----------------------------------- | -------------- | ------------ | ------------------ |
| Ruta fácil                          | 2              | 2            |                    |
| Expresos todos los días todo el día | M47 M83        | G47 H83      |                    |
| Expresos lunes a sábado todo el día | M51            |              | F51                |

### Servicios duales
| Tipo                            | Rutas al Norte | Rutas al Sur |
| ------------------------------- | -------------- | ------------ |
| Dual todos los días todo el día | M82M86         | L82          |

### Esquema
| ← Norte  |           |          |         |          |
| Calle 25 | M47M83M86 | Calle 24 | 2M51M82 | Calle 23 |
| Túnel    | Vagón 2   | Túnel    | Vagón 1 |          |
|          | F51G47H83 | Calle 24 | 2L82    | Calle 23 |
| Sur →    |           |          |         |          |

### Servicios urbanos
Así mismo funcionan las siguientes rutas urbanas del SITP en los costados externos a la estación, circulando por los carriles de tráfico mixto sobre la Carrera Décima, con posibilidad de trasbordo usando la tarjeta TuLlave:
| Código | Sector               | Dirección     | Rutas                                                                     |
| ------ | -------------------- | ------------- | ------------------------------------------------------------------------- |
| 814A00 | A Estación San Diego | AK 10 - CL 24 | A506A537A600A601A620A805A809A814B907B919C124C129C131 359 T12 T13 T25 T43A |
| 810A00 | A Estación San Diego | AK 10 - CL 23 | A151G506G537H131H600H601H620H702H706H907L805L809L814L919 T12 T13 T25      |

## Ubicación geográfica
| Noroeste: Santa Fe | Norte: M Museo Nacional - FNG | Nordeste: Santa Fe |
| Oeste: A Calle 22  |                               | Este: Santa Fe     |
| Suroeste: Santa Fe | Sur: L Las Nieves             | Sureste: Santa Fe  |